# Eli Cohen (politico)
Eli Cohen, in ebraico אֵלִי כֹּהֵן (Holon, 3 ottobre 1972), è un politico israeliano, ministro degli esteri d'Israele dal 2022 al 2024.
Membro della Knesset dal 2015, ha precedentemente ricoperto la carica di ministro dell'intelligence (2020-2021) e ministro dell'economia e dell'industria (2017-2020).